# Nicholas Medforth-Mills
Nicholas Medforth-Mills (Meyrin, 1 de abril de 1985), é o filho mais velho - e único varão - da princesa  Helena da Romênia e de seu primeiro marido, Robin Medforth-Mills.  
Ele foi "Príncipe Nicholas da Romênia" de dezembro de 2007, quando seu avô o ex-rei Miguel I da Romênia, através de um novo estatuto, chamado "Regras Fundamentais da Família Real da Romênia", o nomeou "Príncipe da Romênia", com o estilo de "Alteza Real", estilo este que se tornaria eficaz em seu 25º aniversário, em 1 de abril de 2010, ou mediante a morte de Miguel, o que ocorresse primeiro, até 2015, quando Miguel tirou-lhe o título de "Príncipe" e o tratamento de "Alteza Real", além de excluí-lo da linha de sucessão. 
Em 2017, através de um comunicado, soube-se o motivo. De acordo com a mãe de Nicholas, a princesa Helena, Miguel havia ficado "profundamente triste" pelo neto "não ter feito nada para esclarecer a paternidade da sua suposta filha, uma menina de quase dois anos". "Isso mostra uma inaceitável falta de responsabilidade". [1]
Nicholas teria sido o príncipe herdeiro e futuro chefe da Casa Real da Romênia, após sua tia, a princesa Margarida da Romênia, e sua mãe, a princesa  Helena da Romênia, se não tivesse perdido os direitos na linha se sucessão.
De acordo com as novas regras, de 2007, que aboliram a lei sálica - ao menos simbolicamente - será sua irmã Elizabeth Karina Medforth-Mills que será a chefe da Casa Real em alguns anos.

## Biografia
Nicholas nasceu em Meyrin, na Suíça e tem uma irmã mais jovem, Karina. 
Ele foi batizado de acordo na Igreja Ortodoxa Romena, tendo como madrinhas sua avó materna, a rainha Ana, a sua tia materna a princesa Margarida. 
Até os quatro anos viveu na casa da família real em Versoix, na Suíça, mas se mudou, com os pais e a irmã, para Londres em 1989. 
Estudou na Argyle House School até 1999 e anos depois foi para o Shiplake College, ambas na Inglaterra, tendo se formado em Francês, Negócios e Educação Física.  
Em 2006, antes de ir para a universidade, passou uma temporada no Quênia treinando rafting com as forças armadas britânicas. 

### Polêmica
Em 2015, Nicholas perdeu o título de "Príncipe", o tratamento de "Alteza Real" e seus direitos na linha de sucessão que o faria chefe da Casa Real da Romênia, após surgirem rumores de que ele teria uma filha ilegítima. Em 2019, a paternidade da criança foi confirmada pelo próprio Nicholas em sua página no Facebook. "Como resultado da minha insistência num teste para estabelecer a paternidade, a Sra. Nicoleta Cîrjan aceitou a sua realização. O resultado foi positivo. Dado o contexto em que esta criança veio ao mundo (...) eu assumo a responsabilidade legal da mesma.

### Casamento e filhos
Em outubro de 2018, Nicholas casou-se na Romênia, de acordo com a Igreja Ortodoxa Romena, com a jornalista Alina-Maria Binder. Sua mãe, Elena, não compareceu à cerimônia, o que segundo a imprensa demonstrou que Nicholas ainda tinha conflitos com a Casa Real.
Ele tem uma filha ilegítima nascida em fevereiro de 2016 e reconhecida em 2019.
Ele tem uma filha legítima nascida em novembro de 2020.

## Título
- 30 dezembro  de  2007 - 1 abril  de  2010:  Sua Alteza Real  Nicolae da Romênia Medforth-Mills, Príncipe da Romênia;
- 1 abril  de  2010 - 1 agosto  de  2015:  Sua Alteza Real  Príncipe Nicolae da Romênia